# Веккьетти, Туллио
Туллио Веккьетти (29 июля 1914, Рим — 15 января 1999, там же) — итальянский левый политик, журналист и историк.

## Биография
Во время Второй мировой войны Туллио Веккьетти участвовал в итальянском Движении Сопротивления, борьбе антифашистского подполья в Риме и воссоздании Итальянской социалистической партии (ИСП) на территории фашистской Италии в 1942 году. С 1951 по 1963 годы он руководил газетой ИСП «Аванти!». Впервые избран в Палату депутатов от Соцпартии в 1953 году.
Веккьетти избирался в руководство ИСП, но как представитель её левого крыла выступал против реформистской линии руководства и коалиции с христианской демократией. В 1963 году он порвал с ИСП и 12 января 1964 года основал более радикальную Итальянскую социалистическую партию пролетарского единства вместе с Лелио Бассо, Витторио Фоа, Лусио Либертини, Дарио Валори и другими единомышленниками. Веккьетти был секретарем ИСППЕ с момента её основания до сентября 1971 года, когда его сменил Дарио Валори.
После поражения на выборах 1972 года Туллио Веккьетти победил на чрезвычайном IV съезде партии и вместе с многочисленными товарищами принял решение о вступлении в Итальянскую коммунистическую партию. Он переизбирался депутатом в 1976 году, а затем сенатором в 1979, 1983 и 1987 годах.
Он умер 15 января 1999 года.

## Сочинения
- ll pensiero politico di Vincenzo Gioberti, Mil., 1941.